# Ypäjä
Ypäjä är en kommun i landskapet Egentliga Tavastland i Finland. Ypäjä har 2 282 invånare och har en yta på 183,25 km².
Ypäjä är enspråkigt finskt.

## Namn
Kommunen hette tidigare Bertula (finska: Perttula).

## Politik

### Mandatfördelning i Ypäjä kommun, valen 1976–2021
| 3 | 3 | 10 | 5 |

| 3 | 3 | 10 | 5 |

| 3 | 3 | 1 | 10 | 4 |

| 2 | 3 | 1 | 1 | 10 | 1 | 3 |

| 2 | 3 | 1 | 1 | 10 | 4 |

| 2 | 3 | 1 | 11 | 4 |

| 2 | 3 | 12 | 4 |

| 2 | 3 | 11 | 5 |

| 16 | 5 |

| 2 | 2 | 1 | 12 | 4 |

| 17 | 4 |

| 1 | 2 | 2 | 1 | 10 | 5 |

| 14 | 7 |

| 1 | 3 | 2 | 9 | 6 |

| 13 | 8 |

| 1 | 3 | 1 | 1 | 8 | 7 |

| 14 | 7 |

## Befolkningsutveckling
| Befolkningsutvecklingen i Ypäjä kommun 1975–2020                                                             | Befolkningsutvecklingen i Ypäjä kommun 1975–2020 | Befolkningsutvecklingen i Ypäjä kommun 1975–2020 | Befolkningsutvecklingen i Ypäjä kommun 1975–2020 | Befolkningsutvecklingen i Ypäjä kommun 1975–2020 |
| --- | ------------------------------------------------ | ------------------------------------------------ | ------------------------------------------------ | ------------------------------------------------ |
| |                                                  |                                                  |                                                  |                                                  |
| År |                                                  |                                                  | Folkmängd                                        |                                                  |
| 1975 | 1975                                             |                                                  | 3 280                                            |                                                  |
| 1980 | 1980                                             |                                                  | 2 950                                            |                                                  |
| 1985 | 1985                                             |                                                  | 2 829                                            |                                                  |
| 1990 | 1990                                             |                                                  | 2 801                                            |                                                  |
| 1995 | 1995                                             |                                                  | 2 748                                            |                                                  |
| 2000 | 2000                                             |                                                  | 2 735                                            |                                                  |
| 2005 | 2005                                             |                                                  | 2 678                                            |                                                  |
| 2010 | 2010                                             |                                                  | 2 565                                            |                                                  |
| 2015 | 2015                                             |                                                  | 2 411                                            |                                                  |
| 2020 | 2020                                             |                                                  | 2 314                                            |                                                  |
| Anm: Uppgifterna avser förhållandena den 31 december nämnda år enligt områdesindelningen den 1 januari 2022. |                                                  |                                                  |                                                  |                                                  |